# Saint-Ouen-Domprot
Saint-Ouen-Domprot – miejscowość i gmina we Francji, w regionie Grand Est, w departamencie Marna.
Według danych na rok 1990 gminę zamieszkiwały 222 osoby, a gęstość zaludnienia wynosiła 6 osób/km².